# Juda Goslinga
Pour les articles homonymes, voir Goslinga.
Juda Goslinga, né en 1971 aux Pays-Bas, est un acteur néerlandais.

## Filmographie
Sauf indication contraire, les informations mentionnées dans cette section peuvent être confirmées par la base de données cinématographiques IMDb,  présente dans la section « Liens externes ».
- 2006 : Contact de Hanro Smitsman : Martin
- 2007 : Pijn d'Iván López Núñez
- 2008 : Skin de Hanro Smitsman
- 2009 : La Guerre de Stella de Diederik van Rooijen
- 2011 : Donnie de Willem Baptist
- 2011 : Bullhead de Michaël R. Roskam : Bruno Schepers[2]
- 2013 : Des Duivels d'Eelko Ferwerda et Jasper Wessels
- 2013 : The Driver de Guido van Driel
- 2013 : Devastated by Love d'Ari Deelder : Jan
- 2013 : De wederopstanding van een klootzak de Guido van Driel : Janus
- 2014 : The Last Day of Summer de Feike Santbergen : le père[3]
- 2015 : Public Works de Joram Lürsen : Bennemin
- 2022 : Faithfully Yours d'André van Duren : Meneer Houtveen